# Examen del ojo

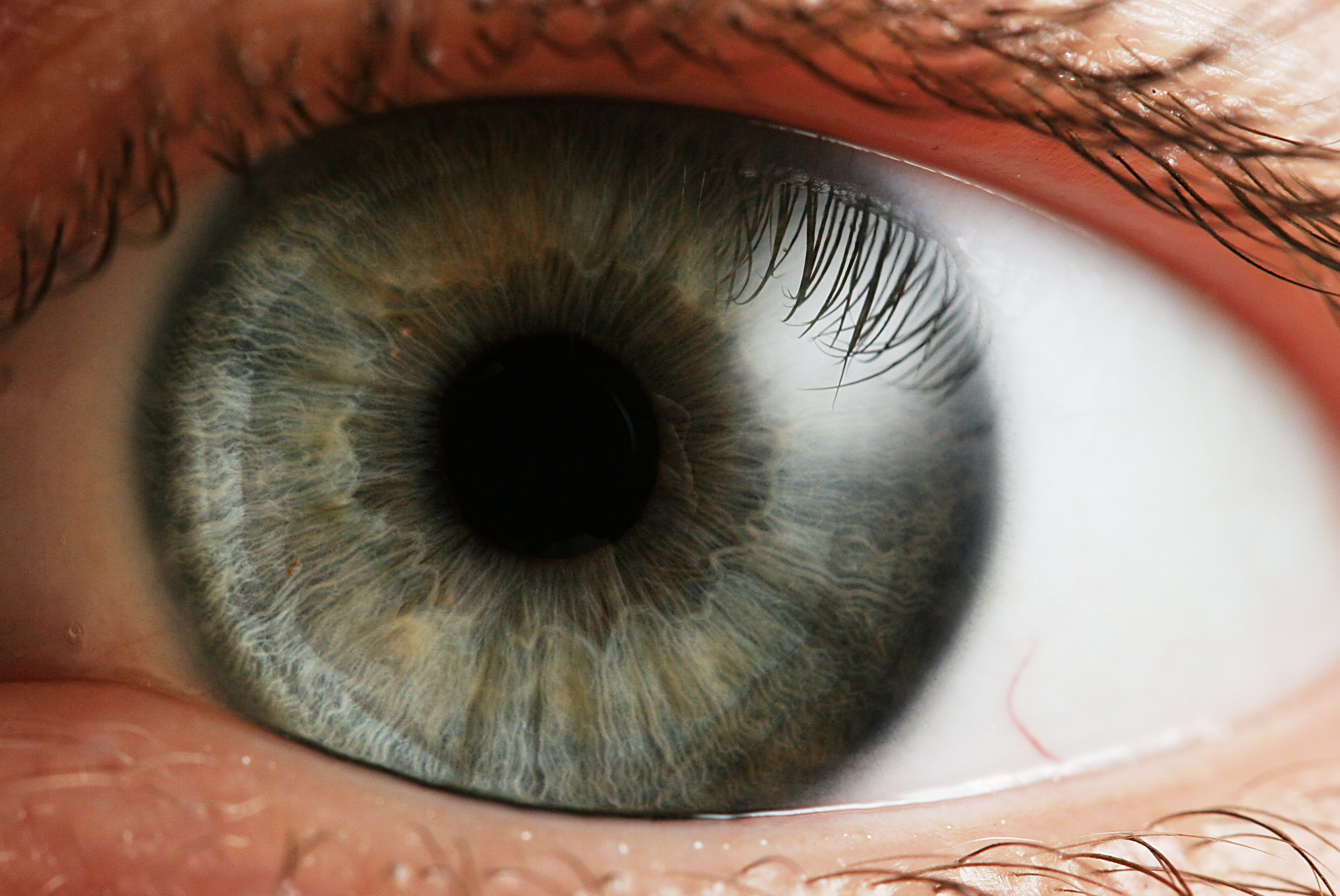
Ojo humano izquierdo.

Un examen del ojo es una serie de pruebas que se realizan para evaluar la visión y la capacidad para enfocar y discernir objetos. También incluye otras pruebas y exámenes relacionados con los ojos. Los exámenes oculares los realiza principalmente un optometrista, oftalmólogo, u óptico. Los profesionales de la salud a menudo recomiendan que todas las personas se sometan a exámenes oculares periódicos y completos como parte de la atención primaria de rutina, especialmente porque muchas enfermedades oculares son asintomáticas.
Los exámenes oculares pueden detectar enfermedades oculares cegadoras potencialmente tratables, manifestaciones oculares de enfermedades sistémicas o signos de tumores u otras anomalías del cerebro.
Un examen ocular completo consiste en un examen externo, seguido de pruebas específicas de agudeza visual, función de la pupila, motilidad de los músculos extraoculares, campos visuales, presión intraocular y oftalmoscopia a través de la pupila dilatada.
Un examen ocular mínimo consta de pruebas de agudeza visual, función de la pupila y motilidad de los músculos extraoculares, así como oftalmoscopia directa a través de una pupila no dilatada.

## Examen básico

Carta tradicional de Snellen utilizada para medir la agudeza visual.

### Agudeza visual
La agudeza visual es la capacidad de los ojos para detectar detalles finos y es la medida cuantitativa de la capacidad del ojo para ver una imagen enfocada a cierta distancia. La definición estándar de agudeza visual normal (visión 6/6 o visión 20/20)  es la capacidad de resolver un patrón espacial separado por un ángulo visual de un minuto de arco.  Los términos 6/6 y 20/20 se derivan de objetos de tamaño estandarizado que pueden ser vistos por una "persona de visión normal" a la distancia especificada. La terminología 6/6 se utiliza en países que utilizan el sistema métrico, y eso representa la distancia en metros. Por ejemplo, el término 6/6 quiere decir que uno puede ver a una distancia de 6 m un objeto que norlmamente se puede ver a una distancia de 6 m. En los países que no utilizan el sistema métrico internacional sino el pie como unidad de longitud, si uno puede ver a una distancia de 20 pies un objeto que normalmente se puede ver a 20 pies, entonces uno tiene una visión de 20/20. Si uno puede ver a 20 pies lo que una persona normal puede ver a 40 pies, entonces tiene una visión de 20/40. Dicho de otra manera, suponga que tiene problemas para ver objetos a distancia y solo puede ver a 20 pies lo que una persona con visión normal puede ver a 200 pies, entonces esa persona tiene una visión de 20/200.
Esto a menudo se mide con un Test de Snellen o un gráfico LogMAR.

### Refracción
En física, la "refracción" es el mecanismo que dobla el camino de la luz cuando pasa de un medio a otro, como cuando pasa del aire a través de las partes del ojo. En un examen de la vista, el término refracción es la determinación de la corrección ideal del error de refracción. El error de refracción es una anomalía óptica en la que la forma del ojo no logra que la luz se enfoque nítidamente en la retina, lo que produce una visión borrosa o distorsionada. Ejemplos de error de refracción son miopía, hipermetropía, presbicia y astigmatismo. Un procedimiento de refracción consta de dos partes: objetiva y subjetiva.

#### Refracción objetiva
Una refracción objetiva es una refracción obtenida sin recibir retroalimentación del paciente, utilizando un retinoscopio o autorrefractor.
Para realizar una retinoscopia, el médico proyecta un rayo de luz en una pupila. Se proyecta una serie de lentes delante del ojo. Al mirar a través del retinoscopio, el médico puede estudiar el reflejo lumínico de la pupila. Según el movimiento y la orientación de este reflejo retiniano, se mide el estado refractivo del ojo.
Un autorrefractor es un instrumento computarizado que ilumina un ojo. La luz viaja a través del frente del ojo, hacia atrás y luego hacia adelante a través del frente nuevamente. La información devuelta al instrumento proporciona una medición objetiva del error de refracción sin hacer preguntas a los pacientes.

#### Refracción subjetiva
Una refracción subjetiva requiere respuestas del paciente. Por lo general, el paciente se sentará detrás de un foróptero o usará una montura de prueba y mirará una tabla optométrica. El oculista cambiará los lentes y otros ajustes mientras solicita al paciente su reacción con el fin de averiguar qué juego de lentes proporciona la mejor visión.

#### Refracción ciclopléjica
A veces, los profesionales de la salud visual prefieren obtener una refracción ciclopléjica, especialmente cuando intentan obtener una refracción precisa en niños pequeños que pueden sesgar las mediciones de refracción ajustando sus ojos con acomodación. Las gotas oculares ciclopléjicas se aplican al ojo para paralizar temporalmente el músculo ciliar del ojo.

### Función de la pupila

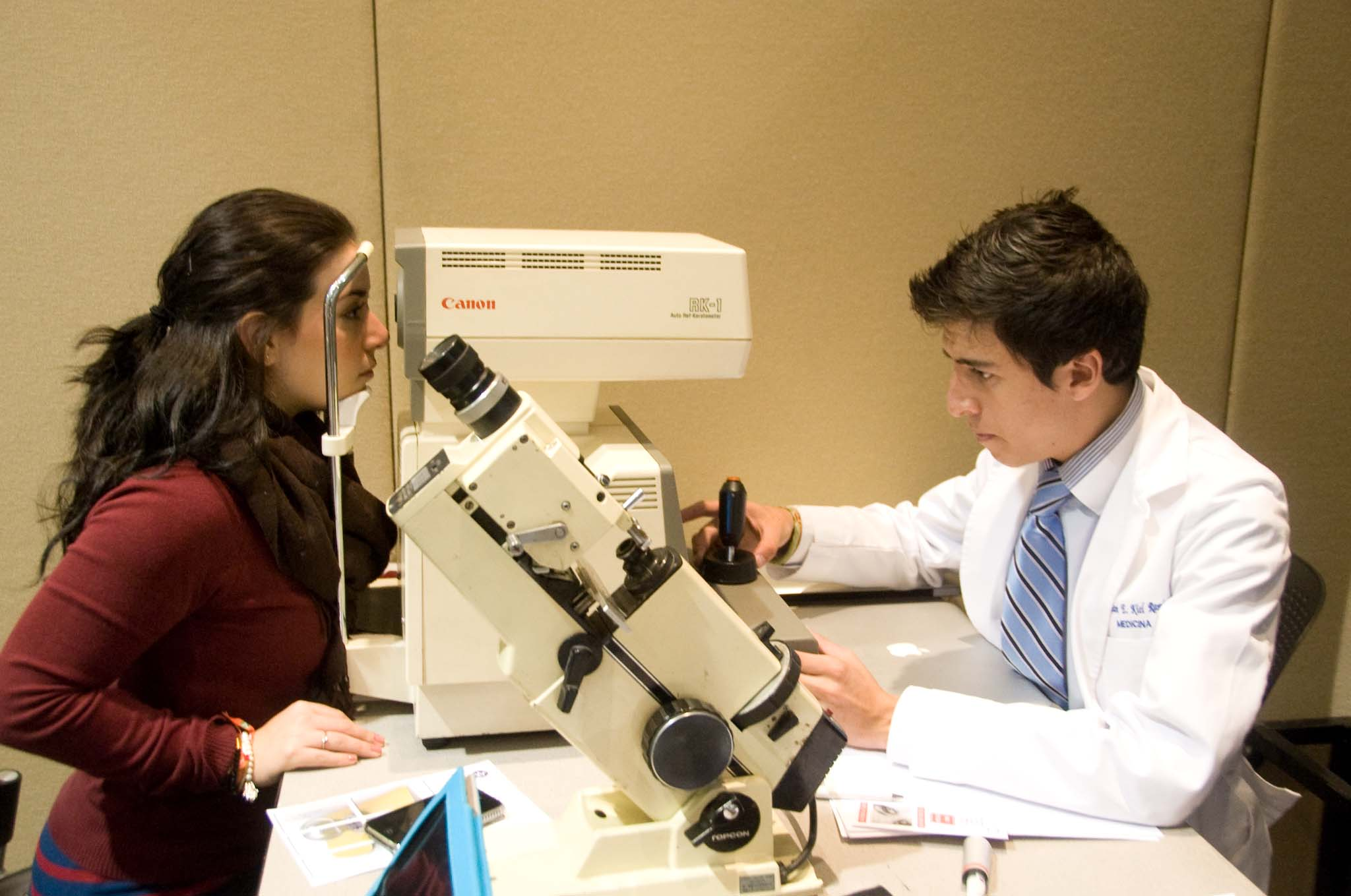
Realización de un examen ocular.

Un examen de la función pupilar incluye inspeccionar las pupilas para ver si tienen el mismo tamaño (1 mm o menos de diferencia puede ser normal), forma regular, reactividad a la luz y acomodación directa y consensuada.
También puede ser deseable una prueba con linterna oscilante si se sospecha daño neurológico. La prueba de la linterna oscilante es la prueba clínica más útil disponible para un médico general para la evaluación de anomalías del nervio óptico. Esta prueba detecta el defecto pupilar aferente, también conocido como pupila de Marcus Gunn. Se lleva a cabo en una habitación semioscuridad. En una reacción normal a la prueba de la linterna oscilante, ambas pupilas se contraen cuando una se expone a la luz. A medida que la luz se mueve de un ojo a otro, ambos ojos comienzan a dilatarse, pero se contraen de nuevo cuando la luz llega al otro ojo.
Si hay un defecto aferente en el ojo izquierdo, la pupila izquierda permanecerá dilatada independientemente de dónde brille la luz, mientras que la pupila derecha responderá normalmente. Si hay un defecto aferente en el ojo izquierdo, ambas pupilas se dilatarán cuando la luz brille en el ojo izquierdo, pero ambas se contraerán cuando brille en el ojo derecho. Esto se debe a que el ojo izquierdo no responderá al estímulo externo (vía aferente), pero aún puede recibir señales neurales del cerebro (vía eferente) para contraerse.
Si hay una pupila pequeña unilateral con reactividad normal a la luz, es poco probable que haya una neuropatía. Sin embargo, si se acompaña de ptosis del párpado superior, esto puede indicar el síndrome de Horner.
Si hay una pupila pequeña e irregular que se contrae poco a la luz, pero normalmente a la acomodación, esta es una Pupila de Argyll Roberston.

### Motilidad ocular

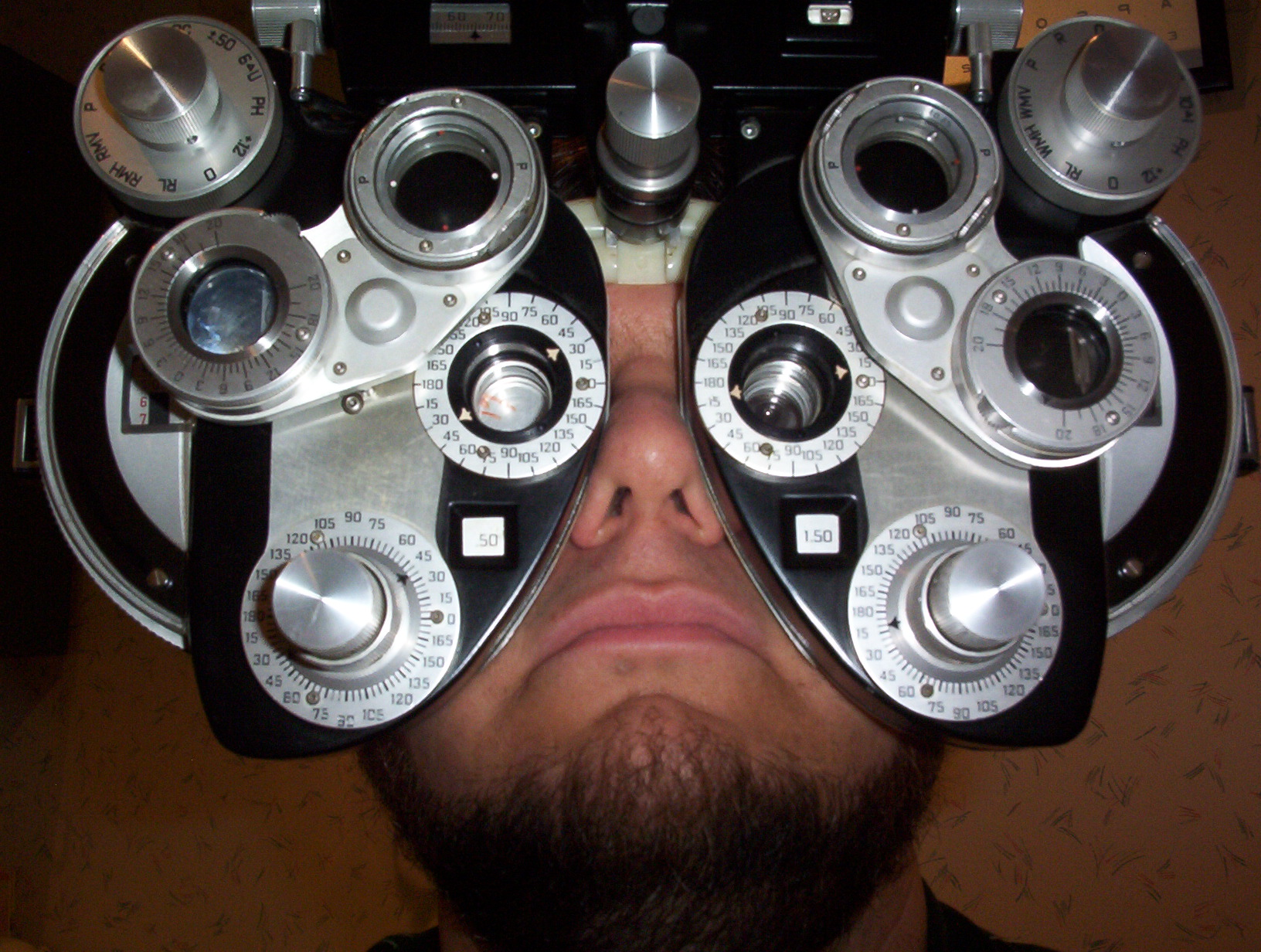
Uso de un foróptero para determinar qué tipo de lentes se deben prescribir.

Siempre debe evaluarse la motilidad ocular, especialmente cuando los pacientes se quejan de visión doble o los médicos sospechan de una enfermedad neurológica. Primero, el médico debe evaluar visualmente los ojos para detectar desviaciones que podrían resultar de estrabismo, disfunción de los músculos extraoculares o parálisis de los nervios craneales que inervan los músculos extraoculares. Los movimientos sacádicos se evalúan haciendo que el paciente mueva el ojo rápidamente hacia un objetivo en el extremo derecho, izquierdo, superior e inferior. Esto evalúa la disfunción sacádica, por lo que la mala capacidad de los ojos para "saltar" de un lugar a otro puede afectar la capacidad de lectura y otras habilidades, por lo que se requiere que los ojos fijen y sigan un objeto deseado.
Se le pide al paciente que siga un objetivo con ambos ojos mientras se mueve en cada una de las nueve direcciones cardinales de la mirada. El examinador observa la velocidad, suavidad, rango y simetría de los movimientos y observa la inestabilidad de la fijación. Estos nueve campos de prueba de la mirada de los músculos extraoculares: inferiores, superiores, laterales y mediales recto músculos, así como los superiores e inferiores músculos oblicuos.

### Prueba de campo visual (confrontación)
La prueba de los campos visuales consiste en una prueba de campo de confrontación en la que cada ojo se prueba por separado para evaluar la extensión del campo periférico.
Para realizar la prueba, el individuo ocluye un ojo mientras se fija en el ojo del examinador con el ojo no ocluido. Luego se le pide al paciente que cuente el número de dedos que se muestran brevemente en cada uno de los cuatro cuadrantes. Este método se prefiere a la prueba del dedo meneo que se utilizó históricamente porque representa una forma rápida y eficiente de responder a la misma pregunta: ¿se ve afectado el campo visual periférico?
Los problemas comunes del campo visual incluyen escotoma (área de visión reducida), hemianopsia (pérdida de la mitad del campo visual), hemianopsia homónima y hemianopsia bitemporal.

### Examen externo
El examen externo de los ojos consiste en la inspección de los párpados, los tejidos circundantes y la fisura palpebral. También puede ser deseable la palpación del borde orbitario, según los signos y síntomas que se presenten. La conjuntiva y la esclerótica pueden inspeccionarse haciendo que la persona mire hacia arriba y encienda una luz mientras retrae el párpado superior o inferior. Se comprueba la posición de los párpados para detectar anomalías como la Ptosis palpebral, que es una asimetría entre las posiciones de los párpados.

### Lámpara de hendidura

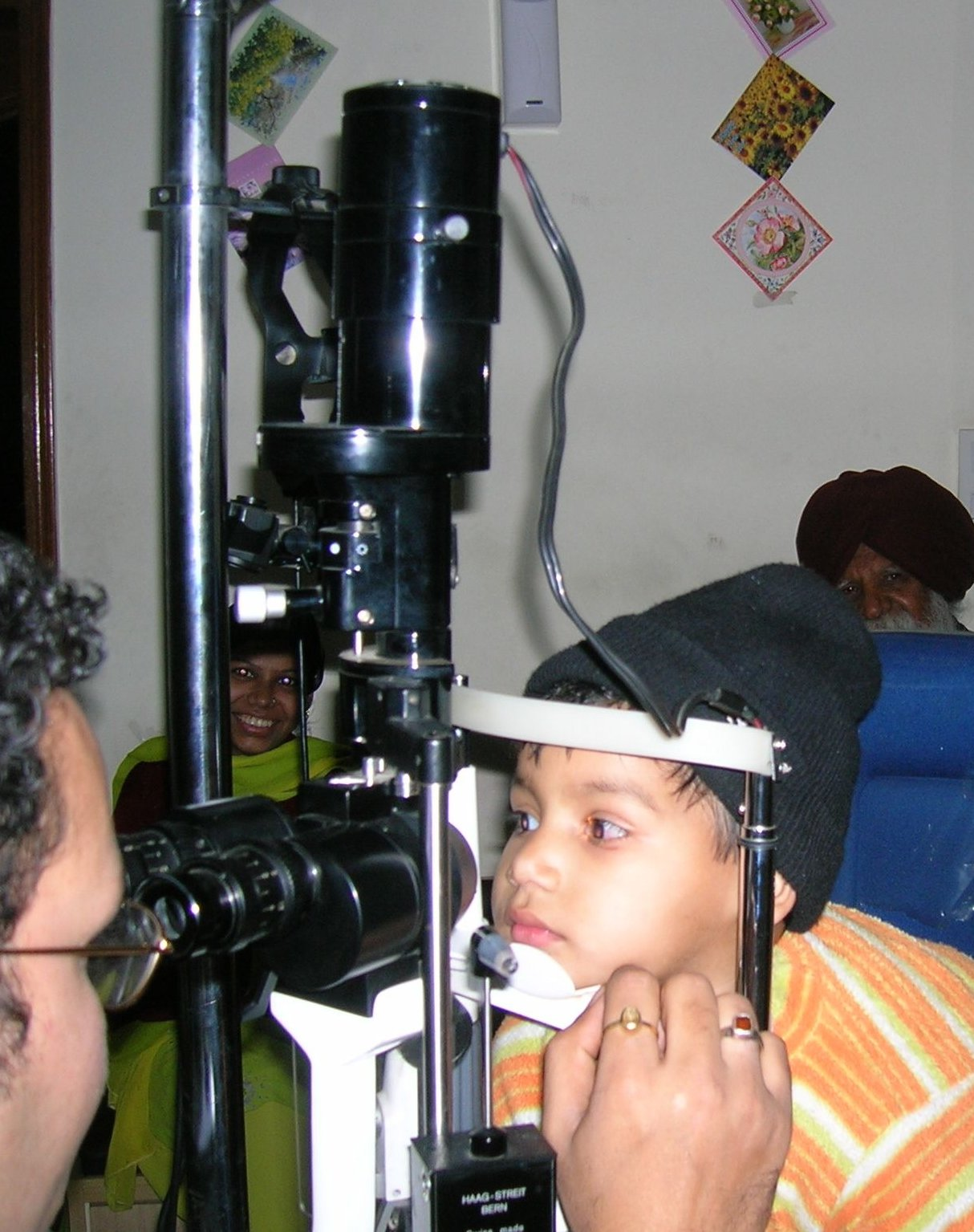
Examen de los ojos con lámpara de hendidura en una clínica de oftalmología.

La inspección minuciosa de las estructuras interiores del ojo y los anexos oculares a menudo se realiza con una lámpara de hendidura que es un microscopio montado en una mesa con una fuente de iluminación ajustable especial adjunta. Se pasa sobre el ojo un pequeño haz de luz que puede variar en ancho, altura, ángulo de incidencia, orientación y color. A menudo, este haz de luz se estrecha en una "hendidura" vertical, durante el examen con lámpara de hendidura. El examinador observa las estructuras oculares iluminadas, a través de un sistema óptico que magnifica la imagen del ojo y el paciente está sentado mientras se examina, y la cabeza estabilizada por un mentonera ajustable.
Esto permite la inspección de todos los medios oculares, desde la córnea hasta el humor vítreo, además de una vista ampliada de los párpados y otras estructuras oculares externas relacionadas. La tinción con fluoresceína antes del examen con lámpara de hendidura puede revelar abrasiones corneales o infección por herpes simple.
El examen binocular con lámpara de hendidura proporciona una vista ampliada estereoscópica de las estructuras del ojo con un detalle sorprendente, lo que permite realizar diagnósticos anatómicos exactos para una variedad de afecciones oculares.
Además, los exámenes de oftalmoscopía y gonioscopía también se pueden realizar a través de la lámpara de hendidura cuando se combinan con lentes especiales. Estas lentes incluyen la lente Goldmann de 3 espejos, la lente de gonioscopia de un solo espejo/Zeiss de 4 espejos para estructuras de ángulo de la cámara anterior (ocular) y la lente + 90D, la lente + 78D, la lente + 66D y la lente Hruby (-56D), el examen de las estructuras de la retina.

### Presión intraocular
La presión intraocular (PIO) se puede medir con dispositivos de tonometría. Se puede pensar en el ojo como un compartimento cerrado a través del cual hay una circulación constante de líquido que mantiene su forma y presión interna. La tonometría es un método para medir esta presión utilizando varios instrumentos. El rango normal es de 10 a 21 mmHg.

### Examen de la retina

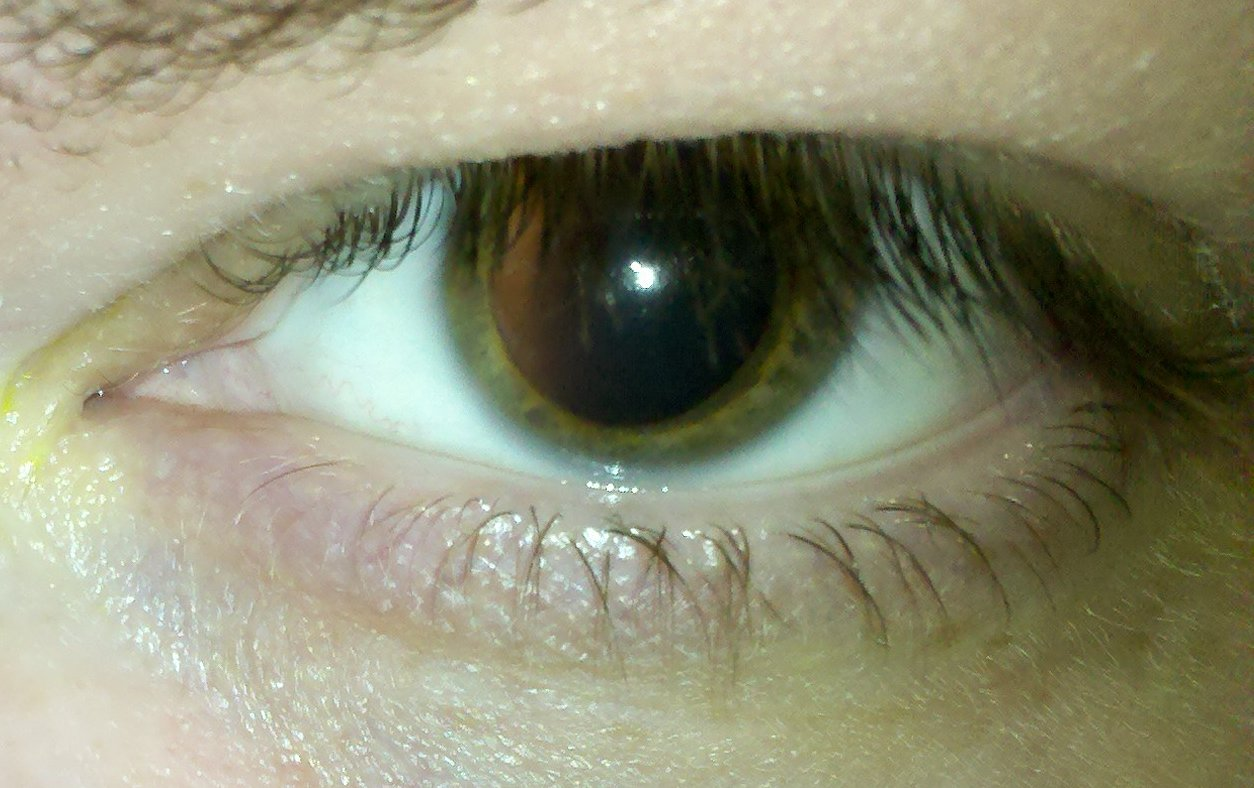
Pupila completamente dilatada antes del examen oftalmoscópico.

El examen de la retina (examen del fondo de ojo) es una parte importante del examen ocular general. La dilatación de la pupila con gotas especiales para los ojos mejora enormemente la vista y permite un examen extenso de la retina periférica. Se puede obtener una visión limitada a través de una pupila no dilatada, en cuyo caso los mejores resultados se obtienen con la habitación a oscuras y el paciente mirando hacia el rincón más alejado. La apariencia del disco óptico y la vasculatura retiniana también se registran durante el examen del fondo de ojo.
Se puede ver un reflejo rojo cuando se mira la pupila de un paciente a través de un oftalmoscopio directo. Esta parte del examen se realiza a una distancia de unos 50 cm y suele ser simétrica entre los dos ojos. Una opacidad puede indicar una catarata.
El análisis de vasos retinianos es un método no invasivo para examinar las pequeñas arterias y venas de la retina que permite sacar conclusiones sobre la morfología y la función de los vasos pequeños en otras partes del cuerpo humano y es utilizado en particular por cardiólogos y oftalmólogos.

## Exámenes de la vista para niños
A menudo se recomienda que los niños tengan su primer examen de la vista a los seis meses de edad, o antes si un padre sospecha que algo anda mal con los ojos. En todo el mundo, los programas de detección son importantes para identificar a los niños que necesitan gafas pero que no las usan o tienen la prescripción incorrecta.
Los niños necesitan las siguientes habilidades visuales básicas para aprender:
- Visión de cerca
- Visión a distancia: gráfico E de tumbling, gráfico Landolt C
- Equipo de ojos ( binocularidad )
- Movimiento del ojo
- Alojamiento (habilidades de enfoque)

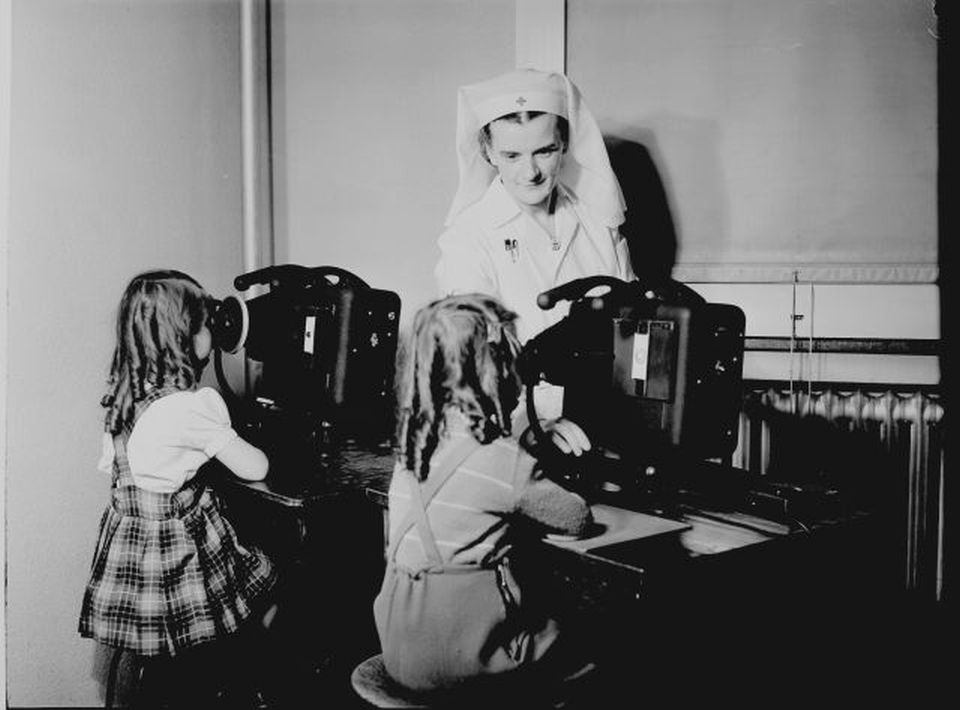
Una enfermera en el hospital Sainte-Justine de Montréal mide la agudeza visual de dos niñas con optómetros (1946).

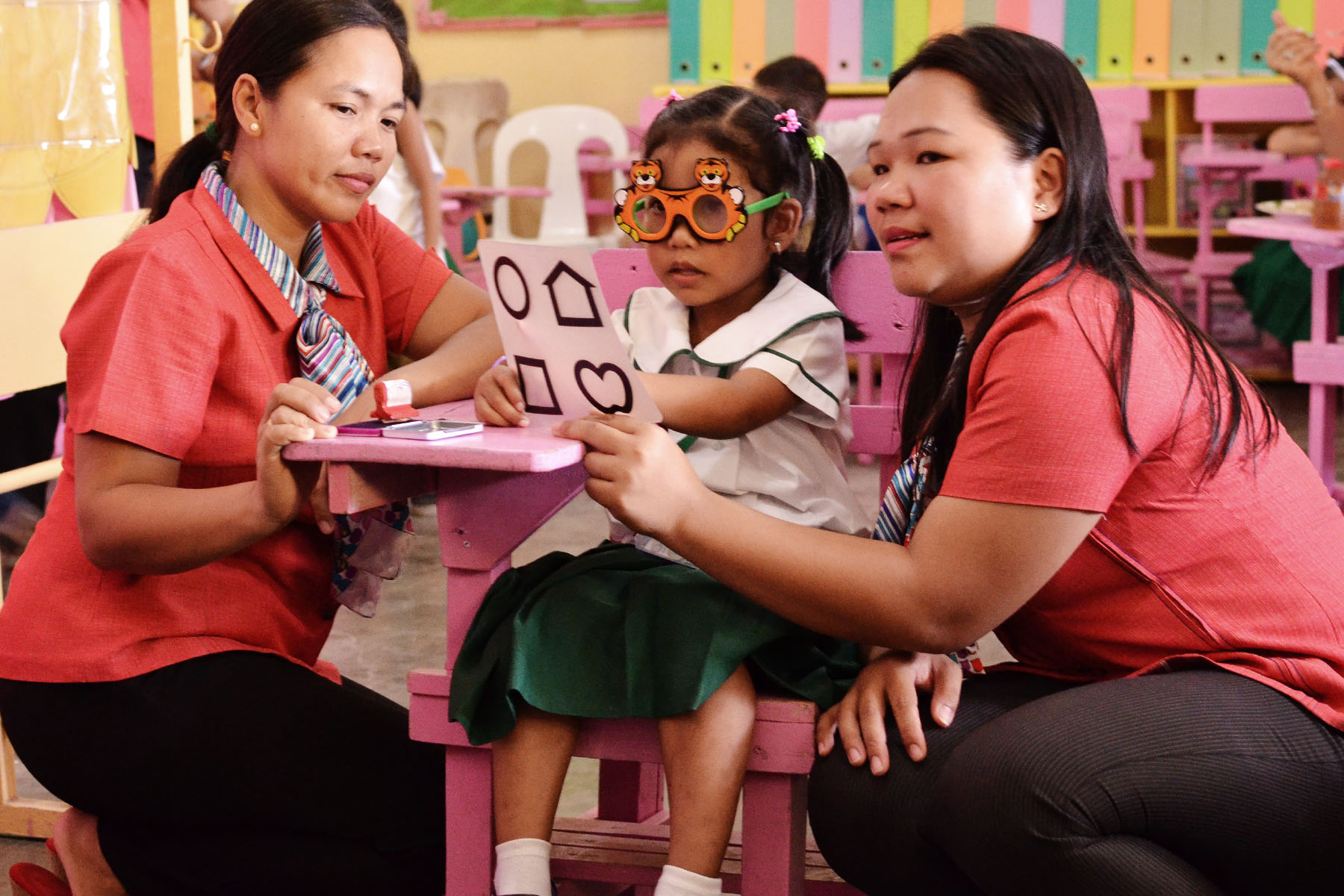
Maestras haciendo un test de visión con una niña durante una prueba piloto en 2018.

- Visión periférica
- Coordinación ojo-mano

## Véase también

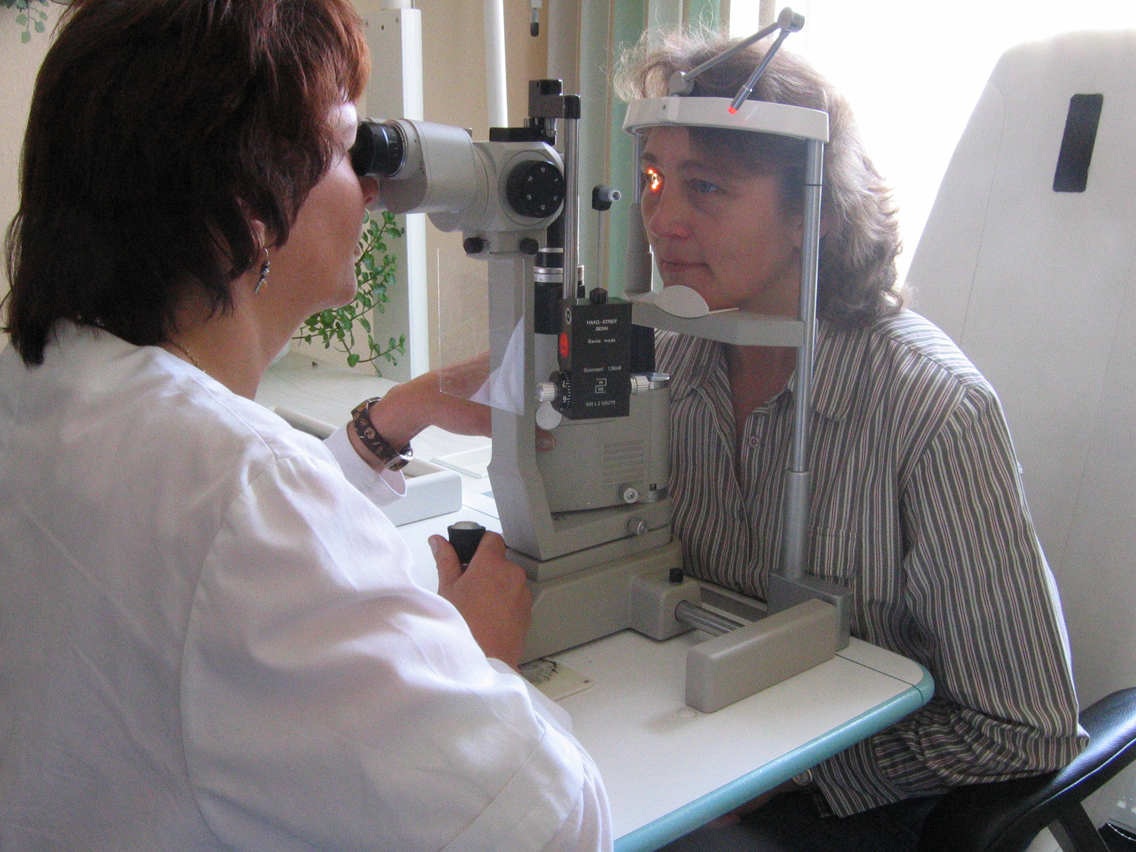
Lámpara de hendidura.

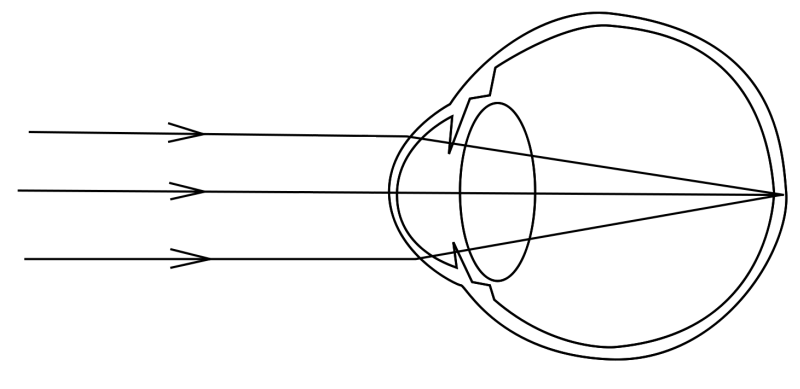
Representación esquemática de un ojo con emetropía.

## Bibliografía

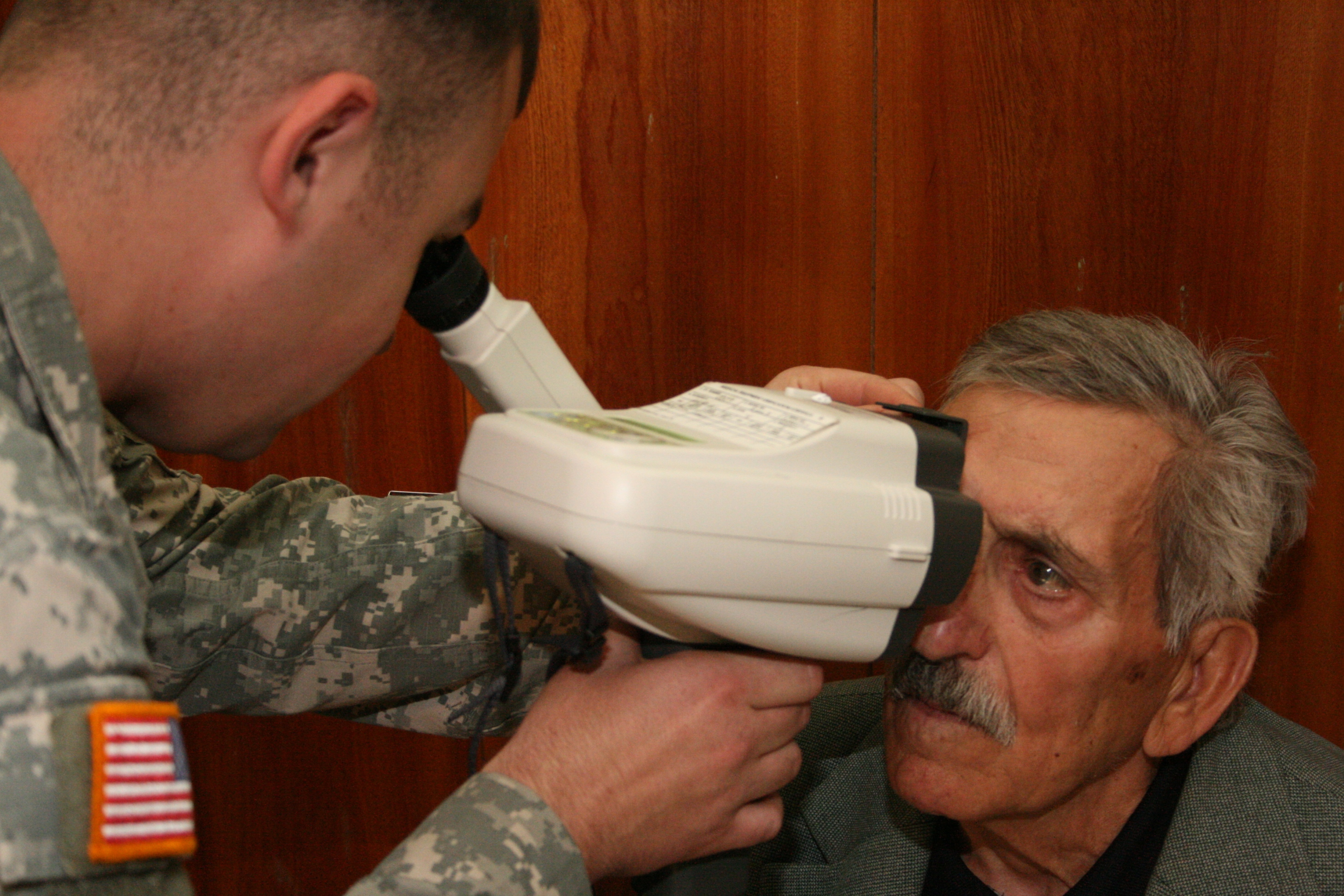
Uso de un auto refractor 2009).

## Condiciones diagnosticadas durante exámenes oculares

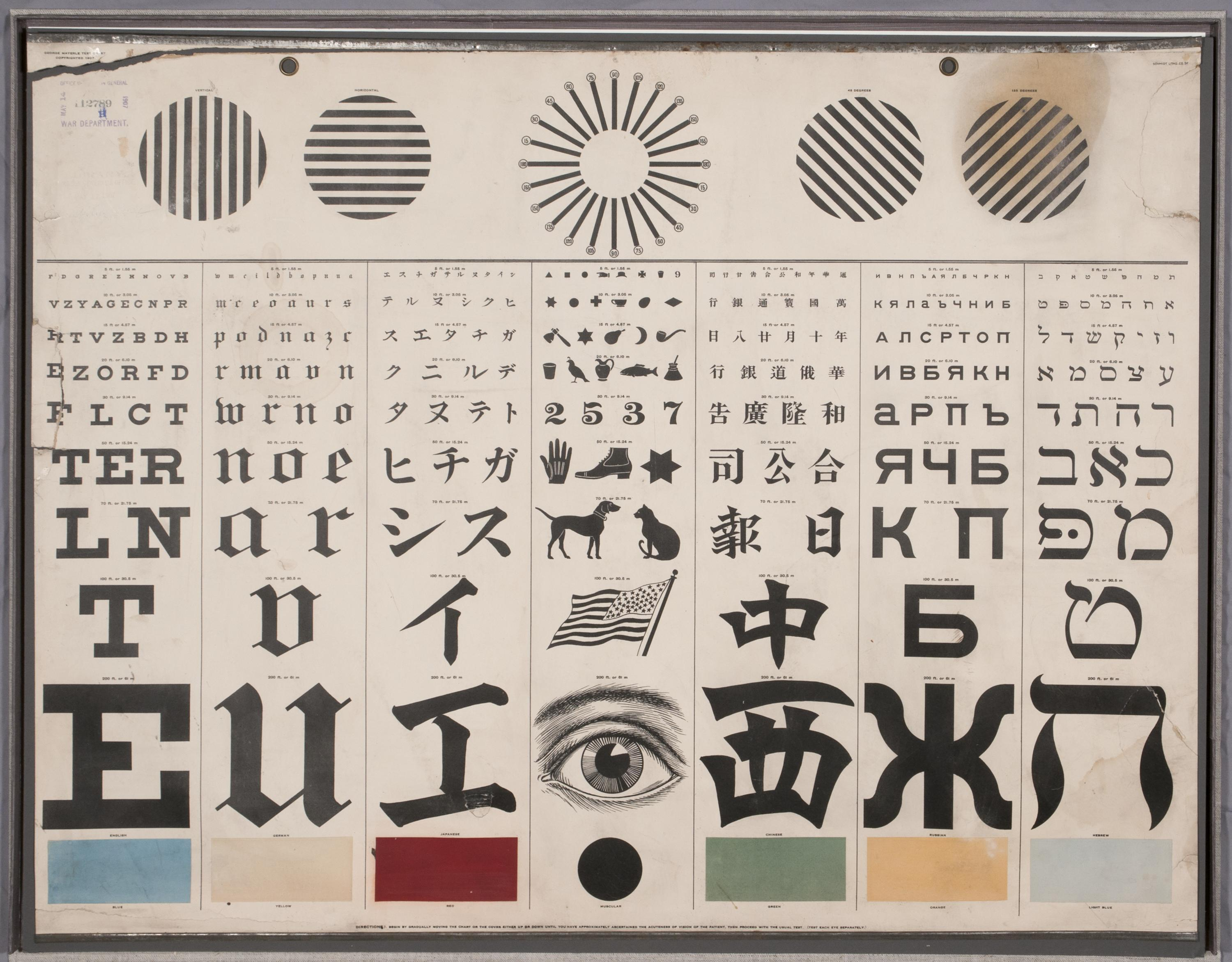
Tabla con la prueba estrella (y sus variantes en los costados) y las pruebascon tablas ETDRS en diferentes idiomas y una versión infantil.

Ejemplo de prueba de visión del color. Con la pantalla del ordenador configurada correctamente, las personas con visión normal pueden ver el número "74". Muchas personas con discromatopsis perciben el número "21".

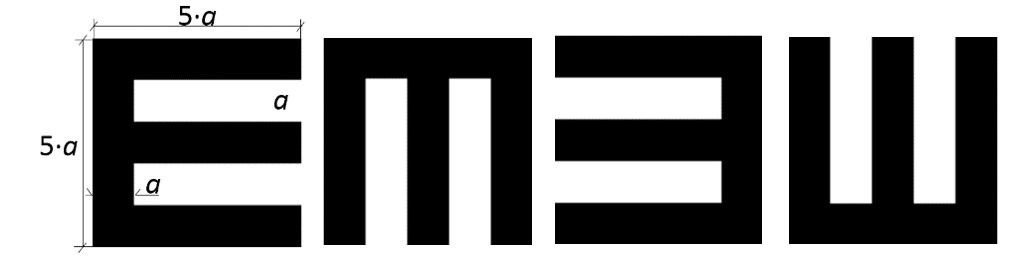
Símbolos del test de las E giradas.

- Miopía
- Hipermetropía
- Presbicia
- Ambliopía
- Diplopía
- Astigmatismo
- Estrabismo

## Exámenes oftalmológicos especializados
- Percepción del color
- Estereopsis
- Queratometria
- Refracción ciclopléjica
- Sistema acomodativo
- Amplitud de alojamiento
- Acomodación relativa negativa
- Acomodación relativa positiva
- Sistema de vergencia
- Sistema optocinético
- Grilla de Amsler
- Gonioscopia
- Topografía corneal
- Paquimetría corneal
- Imágenes oculares de Scheimpflug
- Tomografía de retina
- Tomografía computarizada ocular
- Polarimetría láser de barrido
- Electrooculografía
- Electrorretinografía
- Biomicroscopía por ultrasonidos
- Varilla de Maddox
- Cadena de brock
- Prueba de convergencia
- Test de Worth
- Efecto Pulfrich